# 卡蘭塔巴騰達
卡蘭塔巴騰達（英語：Karantaba Tenda）是西非國家甘比亞東北部的小鎮，位於中河區的薩米縣。 根據2009年所作的人口調查數據顯示，居住在卡蘭塔巴騰達的總人口數量為1922人。